# Dashiki

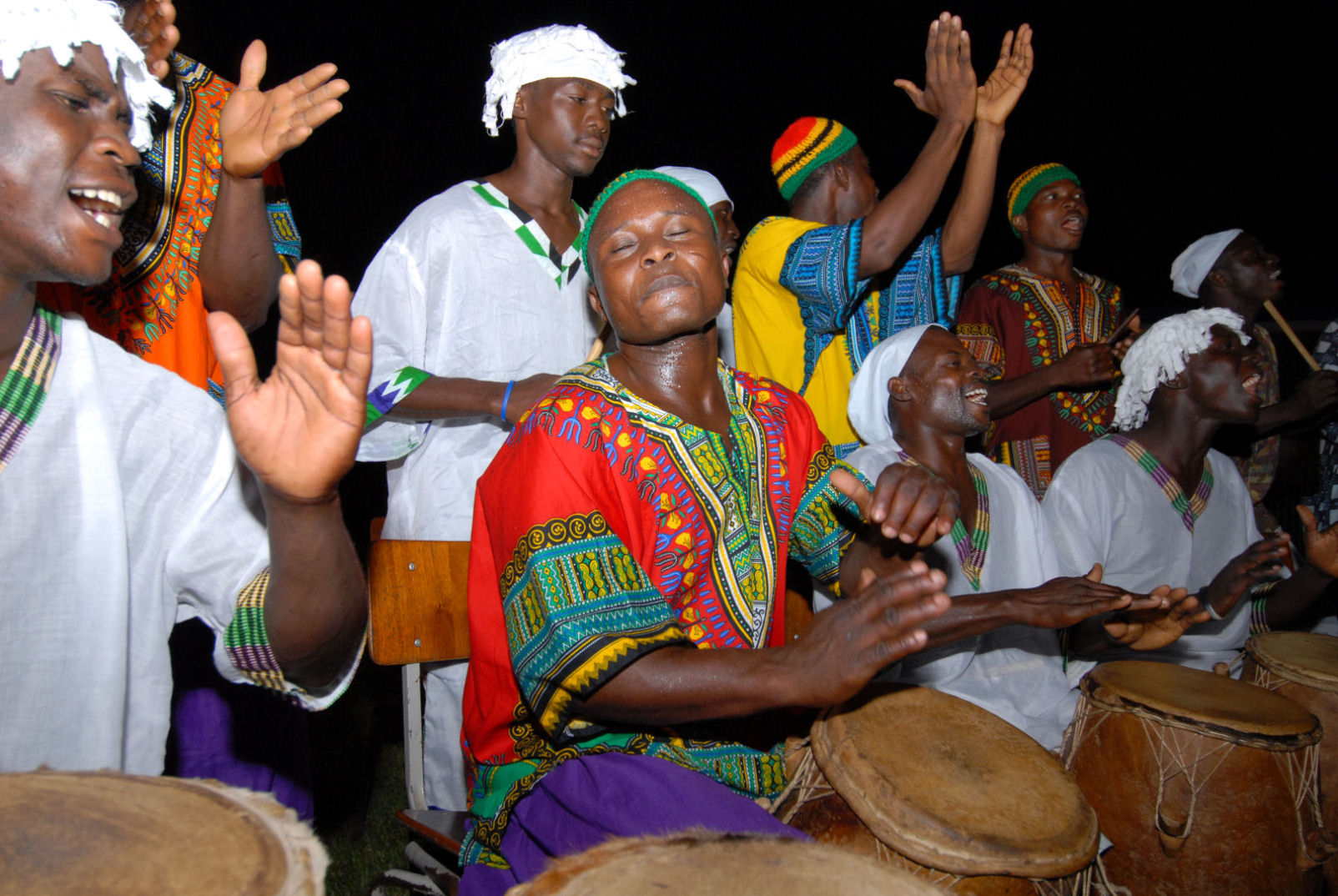
En la imagen un grupo de músicos en Ghana, vestidos con dashiki.

El dashiki es una prenda colorida que se usa principalmente en África Occidental. Se llama Kitenge en África Oriental y ha sido un uso dominante en Tanzania y más tarde en Kenia y Somalia. Cubre la mitad superior del cuerpo. Tiene versiones formales e informales y varía desde ropa sencilla drapeada hasta trajes totalmente hechos a medida. Una forma común es una prenda de jersey holgada, con un cuello adornado en forma de V y cuello y mangas confeccionados y bordados. Se usa con frecuencia con una gorra Kufi sin ala (que se usa en las comunidades islámicas en África y la diáspora africana) y pantalones. Ha sido popularizado y reclamado por comunidades de la diáspora africana, especialmente afroamericanos.
El nombre dashiki o "dyshque" proviene del Hausa dan ciki, que literalmente significa "camisa" o "prenda interior" (en comparación con la prenda exterior, babban riga).

## Versiones
La versión informal del dashiki es un estampado tradicional o un dashiki bordado. Existen tres versiones formales. El primer tipo consiste en un dashiki, sokoto (pantalones con cordón) y un kufi a juego. Este estilo se llama traje dashiki o conjunto de pantalón dashiki y es el atuendo que usan la mayoría de los novios durante las ceremonias de boda. La segunda versión consiste en una camisa hasta los tobillos, kufi y sokoto a juego y se llama caftán senegalés. El tercer tipo consiste en un dashiki y pantalones a juego. Un vestido suelto se usa sobre estos. Este tipo se llama grand boubou o agbada.
Hay varios estilos diferentes de trajes dashiki disponibles en las tiendas de ropa. El tipo de camiseta incluida en el conjunto determina el nombre. El traje dashiki tradicional incluye una camisa hasta los muslos. Los puristas prefieren el estilo tradicional de manga corta. Un traje dashiki largo incluye una camisa que llega hasta la rodilla o más. Sin embargo, si la camiseta llega hasta los tobillos, es un caftán senegalés. Finalmente, el traje dashiki de encaje incluye una camisa hecha de encaje. Un híbrido del dashiki y el caftán que usan las mujeres es un dashiki masculino tradicional con una falda occidental.
También se conoce con el nombre de 'Angelina' en Ghana y Congo. Recibió su nombre después de que un grupo de la alta sociedad ghanesa lanzara una canción popular titulada "Angelina" que coincidía con la tela. Originalmente, los hausa del norte de Ghana lo usaban para funciones tradicionales y, con el tiempo, se convirtió en parte de la cultura ghanesa en su conjunto.

## Colores de boda
El gris es el color tradicional de algunas bodas de África occidental. Algunos novios visten trajes dashiki blancos durante las ceremonias de boda. Algunas parejas visten colores no tradicionales. Los colores no tradicionales más comunes son el violeta y el azul.
- Morado y lavanda: el color de la realeza africana.[4]
- Azul: el azul es el color del amor, la paz y la armonía.

## Colores funerarios
El negro y el rojo son los colores tradicionales del luto.